# Henric cel Blând, Duce al Austriei
Henry cel Blând sau cel Prietenos (n.c. 1299, Viena – d. 3 februarie 1327, Bruck an der Mur), fiul regelui Albert I de Habsburg și al soției sale Elisabeta din Gorizia-Tirol, a fost duce al Austriei.

## Biografia
În 1314 Henric s-a căsătorit cu contesa Elisabeta de Virneburg. Căsătoria a rămas fără urmași. În 1316 la ordinul fratelui său, antiregele Frederic cel Frumos, Henric a plecat la Roma cu 2000 de călăreți și cu o mare armată pedestră pentru a-l convinge pe papa Ioan al XXII-lea să-l ajute pe Frederic în disputa cu Ludovic Bavarezul pentru coroana imperială. Înainte de a ajunge la Roma, el a fost rechemat de fratele său.
În Bătălia de la Mühldorf de pe 28 septembrie 1322, Henric și fratele său Frederic au fost luați prizonieri împreună cu alți 1300 de nobili austrieci. Henric a fost închis câțiva ani în castelul Bürglitz din Boemia înainte de a fi eliberat contra unei răscumpărări de 3000 de ducați și cu condiția de a renunța la drepturile pe care le avea în Znojmo, Castell, Laa și Weitra.
Având sănătatea afectată de condițiile dificile în care trăise cât timp fusese prizonier, Henric a murit la vârsta de 28 de ani la Bruck an der Mur. A fost îngropat în Mănăstirea Königsfelden. În 1770 rămășițele sale au fost mutate întâi la Mănăstirea Sf. Blasien, iar după desființarea acesteia în 1806, la Mănăstirea Spital am Pyhrn, și în 1809 în cripta bisericii Mănăstirii Sf. Paul în Lavanttal din Carintia.